# Big Shots
Big Shots è una serie televisiva statunitense andata in onda dal 27 settembre 2007 al 24 gennaio 2008 sul network americano ABC. A causa dei bassi ascolti riportati dalla serie, il network ha deciso di non rinnovarlo per una seconda stagione.

## Distribuzione
In Italia, è stata trasmessa in anteprima assoluta su Steel, canale pay della piattaforma Mediaset Premium, dal 18 maggio 2008 al 15 giugno 2008.
La trasmissione in chiaro è avvenuta a partire dal 10 luglio 2008 ogni giovedì alle ore 23:20 su Canale 5 dove sono stati trasmessi solamente i primi 8 episodi.

## Episodi
| Stagione       | Episodi | Prima TV originale | Prima TV Italia |
| -------------- | ------- | ------------------ | --------------- |
| Prima stagione | 11      | 2007-2008          | 2008            |